# Ричардс, Брукс
Брукс Ричардс (англ. Francis "Brooks" Richards; 18.07.1918, Саутгемптон — 13.09.2002, Дорчестер) — британский дипломат.

## Биография
Учился в кембриджском колледже Магдалены.
В 1939 году поступил добровольцем в Королевский военно-морской флот Великобритании.
В годы войны также служил в Управлении специальных операций.
В 1972—1974 годах посол Великобритании в Южном Вьетнаме.
В 1974—1978 годах посол Великобритании в Греции.
Рыцарь-командор ордена Святого Михаила и Святого Георгия (1976, кавалер 1963). Орден «За выдающиеся заслуги». Крест «За выдающиеся заслуги» (Великобритания).
Также имел французские награды: орден Почётного легиона и Военный крест ("Cross of War").
С 1941 года был женат на Хейзел Уилльямс. Имел сына.